# Kesselaid
Kesselaid (deutsch Schildau, schwedisch Skjöldö) ist eine estnische Ostsee-Insel. Sie gehört verwaltungsmäßig zur Landgemeinde Muhu im Kreis Saare.

## Lage
Kesselaid liegt zwischen der estnischen Insel Muhu (Entfernung 3,4 km) und dem Festland (Entfernung 4 km) im Suur väin (Großer Sund).
Das Meer zwischen Muhu und Kesselaid ist bis zu 22 m tief. Die Insel hat eine Fläche von 1,7 km². Der höchste Punkt befindet sich 15,6 m über dem Meeresspiegel. Seit 1938 steht die 7–8 m hohe Steilküste von Kesselaid unter Naturschutz.

## Geschichte
Kesselaid war 1458 unbewohnt. Die Insel wurde u. a. 1644 im berühmten schwedischen Seeschifffahrtsbuch Een siöbook som innehåller om siöfarten i Östersiön von Johan Månsson erwähnt. Wahrscheinlich war die Insel bereits ab dem 16. Jahrhundert durch ein Freibauerngesinde besiedelt.
1807 wurde Kesselaid an den deutschbaltischen Adligen Jacob Friedrich von Helwig verkauft, der im Süden ein Gutshaus errichten ließ, das heute verfallen ist. Später fiel das Eigentum an die Familie von Wahl a.d.H. Assick, die es bis zur Enteignung durch den estnischen Staat im Jahre 1919 besaß. Ende der 1930er Jahre lebten noch 35 Menschen dauerhaft auf der Insel. Derzeit leben sieben Menschen im Dorf Kesse.

## Flora und Fauna
Heute wird Kesselaid im Sommer teils als Weideland für Rinder und Ziegen genutzt, teils ist es Ausflugsziel für Naturtouristen. Auf der Insel wurden 16 Orchideenarten gezählt. Von der Insel Muhu aus schwimmen manchmal Wildschweine und Elche nach Kesselaid.

## Leuchtturm
Ein Leuchtturm wurde erstmals 1885 auf Kesselaid errichtet. Die derzeitige vollautomatische Anlage stammt von 1994.

## Bildergalerie

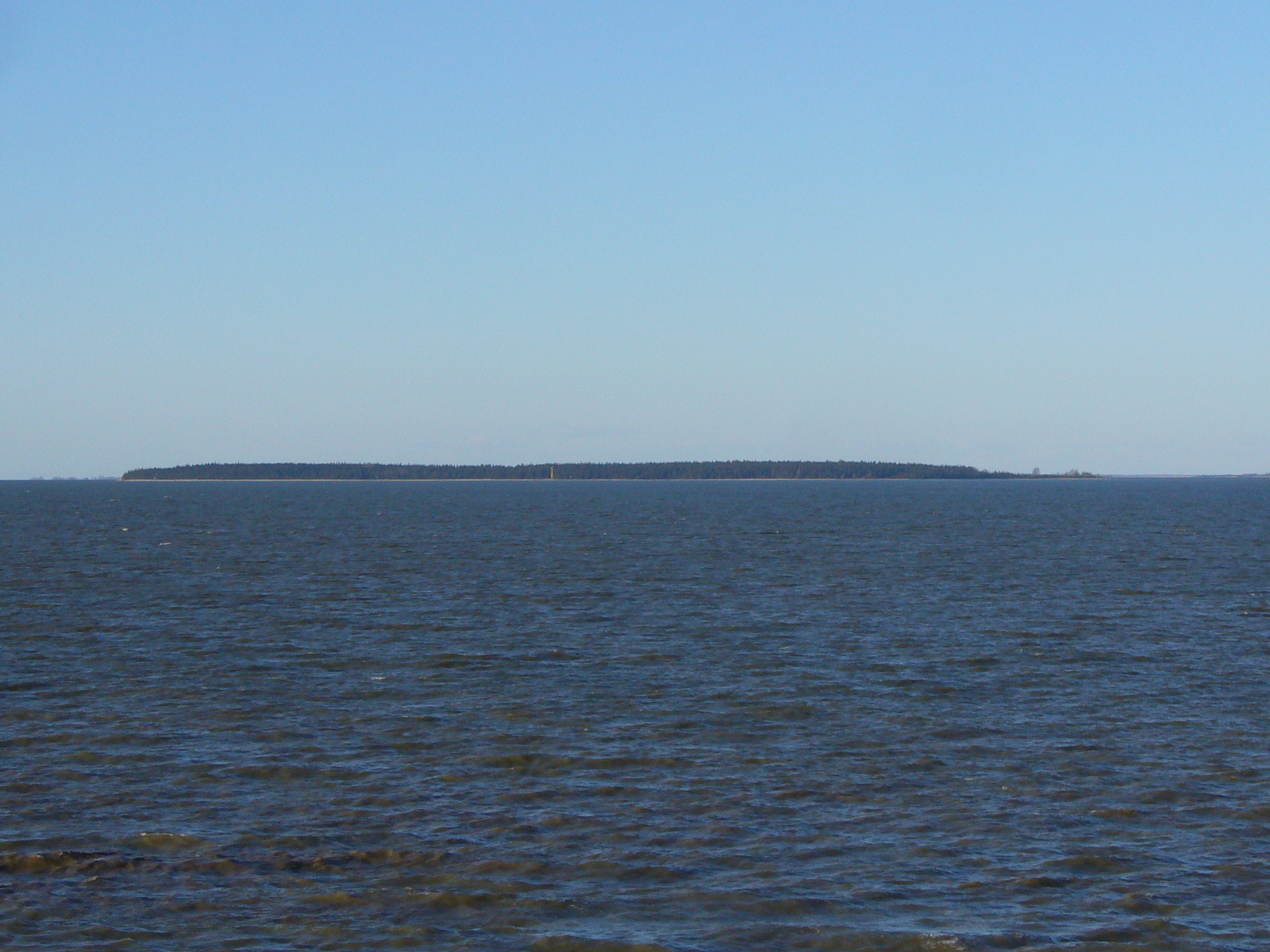
Kesselaid aus der Distanz
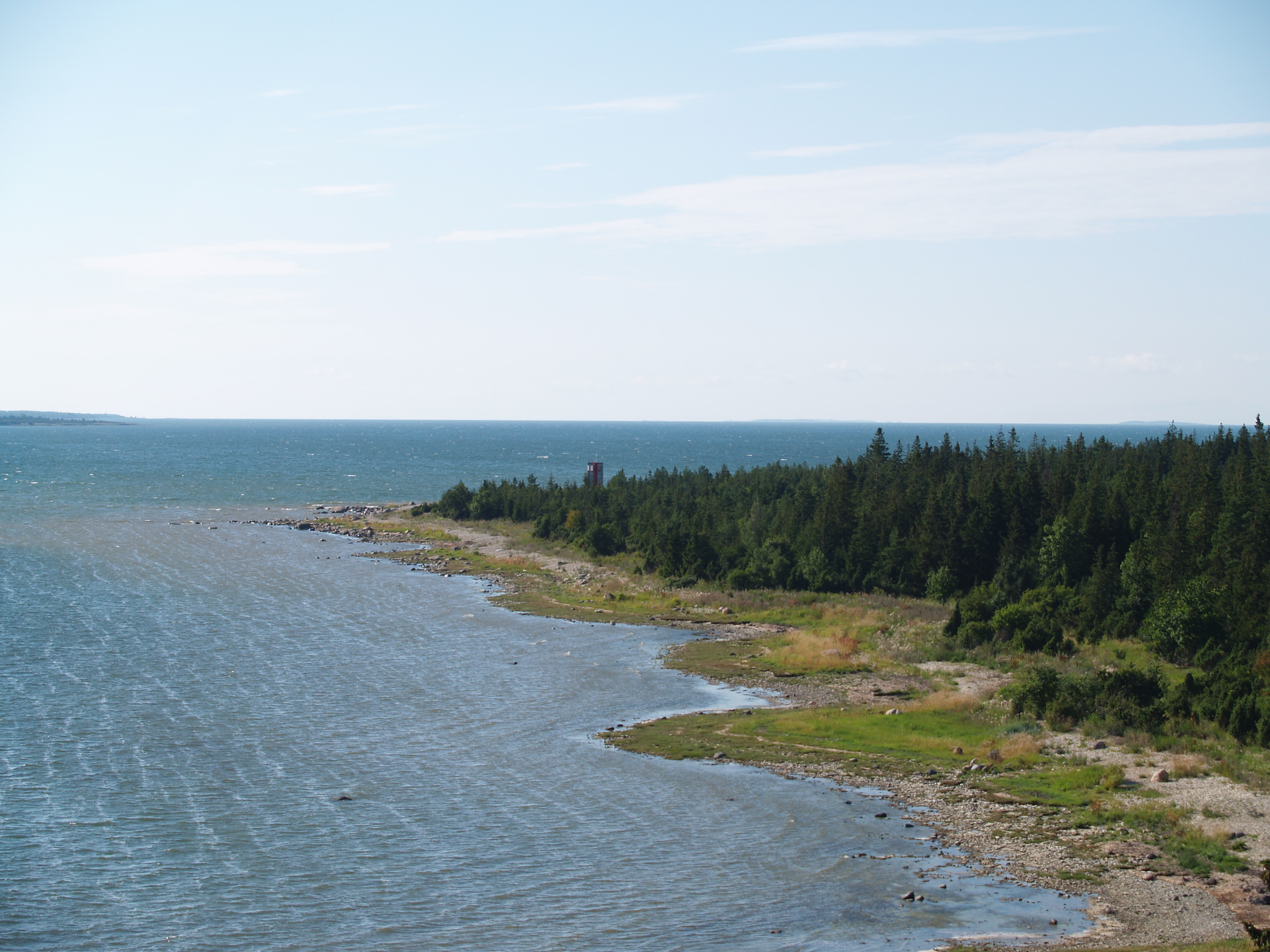
Küste
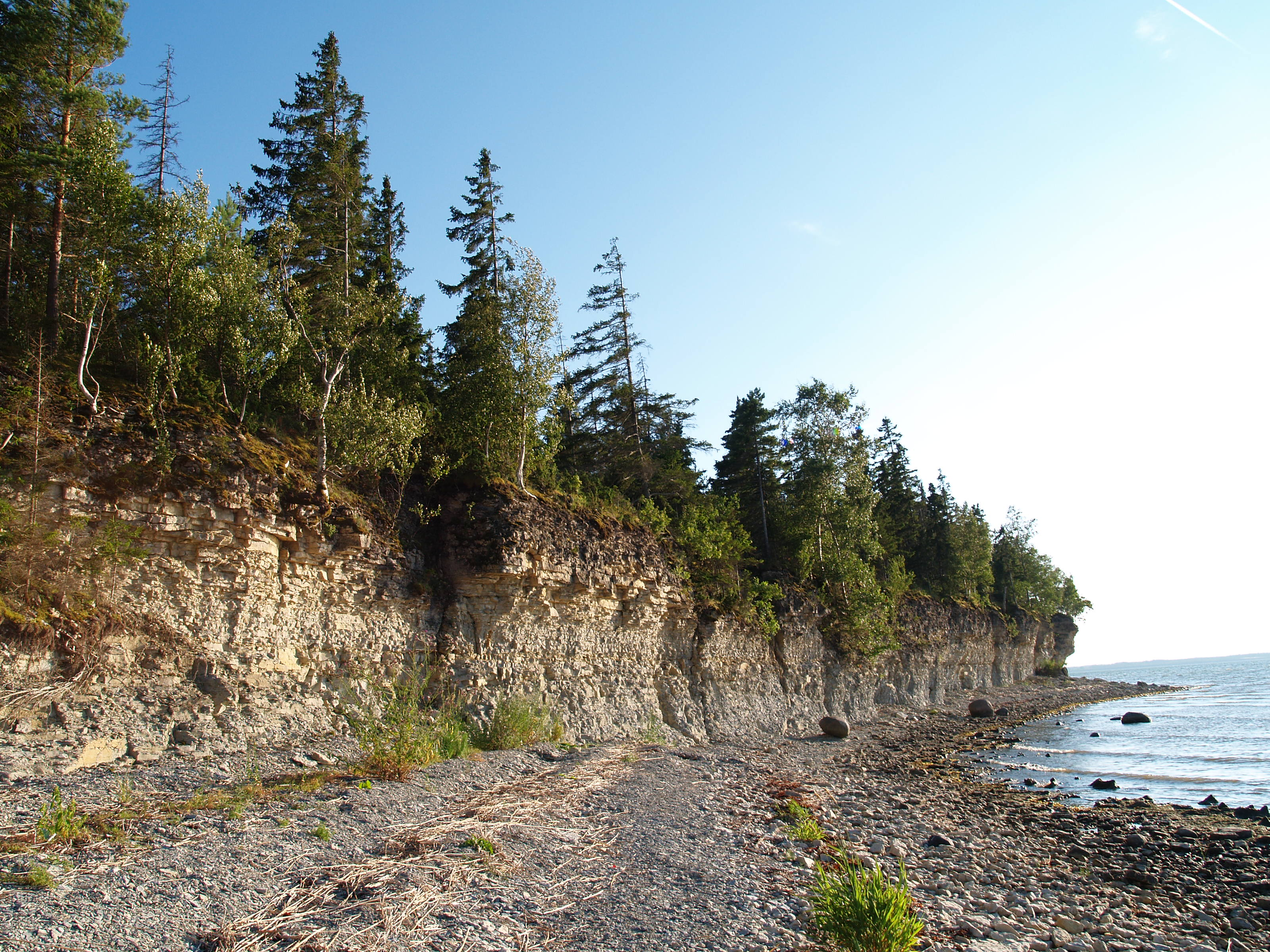
Steilküste
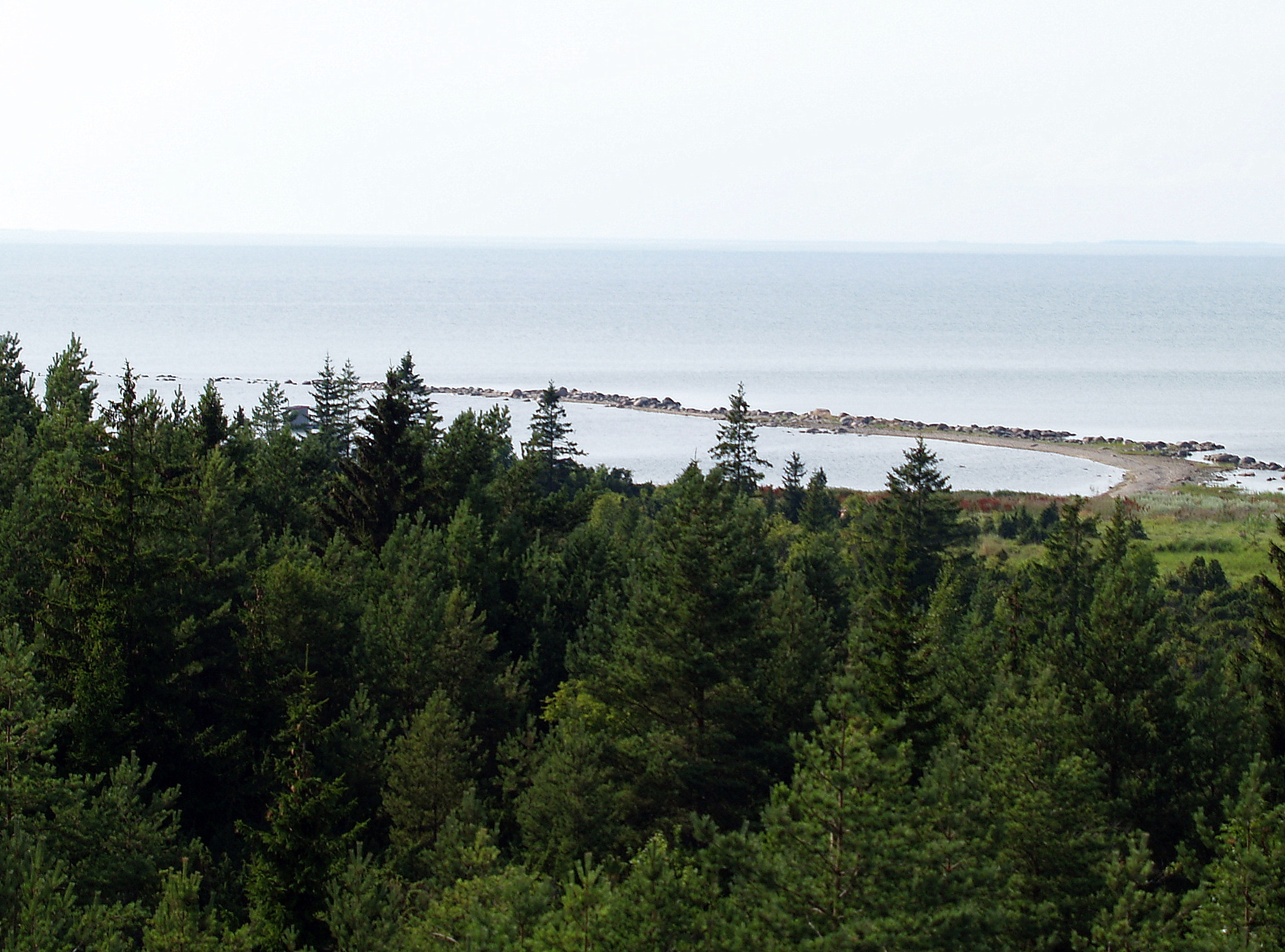
Nehrung Kesselaiul
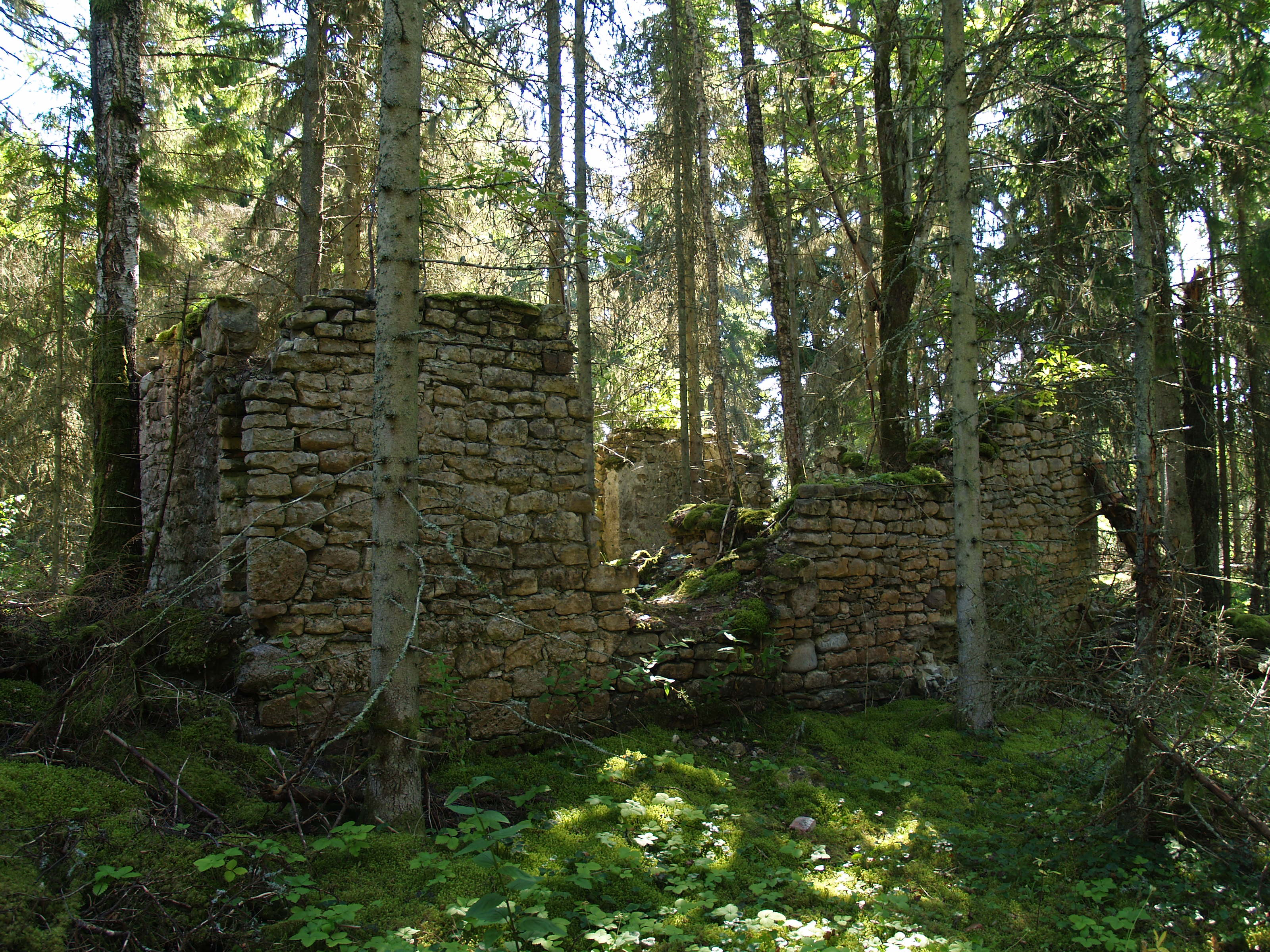
Überreste des 1807 auf der Insel errichteten Gutshauses
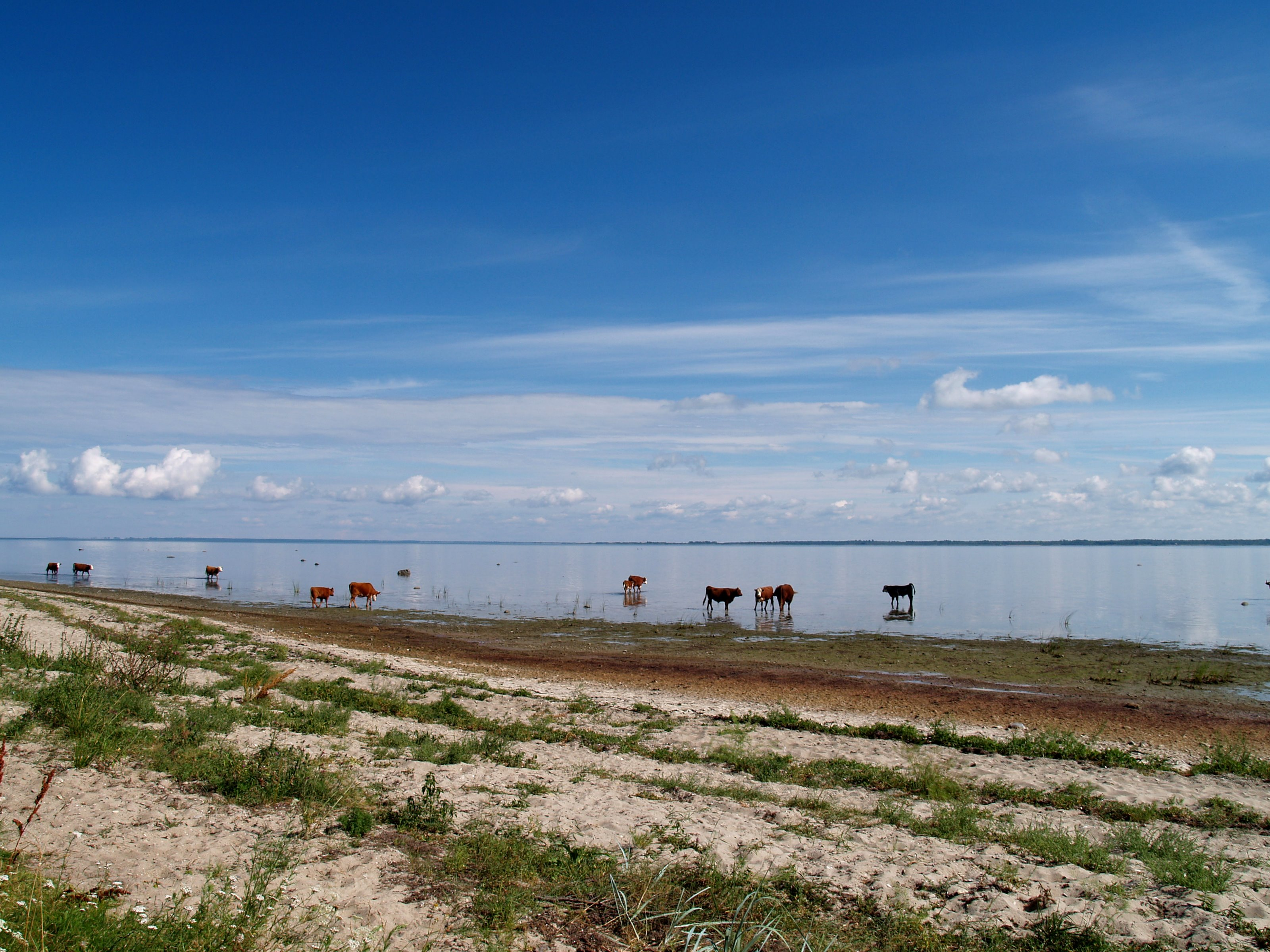
Rinder auf der Insel